# Ojrat Saduow
Ojrat Batajewicz Saduow, ros. Ойрат Батаевич Садуов (ur. 4 lutego 1961 w Pawłodarze, Kazachska SRR) – kazachski piłkarz, grający na pozycji obrońcy, trener piłkarski.

## Kariera piłkarska

### Kariera klubowa
Wychowanek Szkoły Sportowej w Pawłodarze. W 1979 rozpoczął karierę piłkarską w miejscowej drużynie Traktor Pawłodar. W 1980 został zaproszony do stołecznego Kajratu Ałma-Ata, ale grał tylko w zespole rezerw i w następnym roku powrócił do Traktoru Pawłodar. W 1987 został piłkarzem klubu Abutkowszczyk Lida, gdzie służył w wojsku. W 1988 po zwolnieniu ze służby wojskowej przeszedł do Szachtiora Karaganda. W 1989 ponownie wrócił do rodzimego Traktoru Pawłodar, w którym występował przez 10 lat. W 1998 zakończył karierę piłkarza, ale potem jeszcze w 2002 rozegrał 3 mecze w Akżajyk Astana.

### Kariera reprezentacyjna
W 1997 bronił barw narodowej reprezentacji Kazachstanu, w której pełnił funkcję kapitana drużyny.

## Kariera trenerska
Po zakończeniu kariery piłkarza rozpoczął pracę szkoleniowca. Najpierw pomagał trenować rodzimy klub z Pawłodaru, który już nazywał się Irtysz Pawłodar. 21 czerwca 2003 został zaproszony do sztabu szkoleniowego klubu Jesil-Bogatyr Petropawł, który prowadził do 2006. W 2004 również trenował młodzieżową reprezentację Kazachstanu. Od 22 listopada 2006 do końca roku stał na czele Żetisu Tałdy Kurgan. W 2008 ponownie został zaproszony do Irtyszu Pawłodar, w którym pracował jako główny trener do 10 maja 2009. Od 19 lipca 2009 do końca roku prowadził Wostok Öskemen, a następnie do 25 czerwca 2010 kierował FK Taraz. W 2011 oraz w 2013 trenował FK Astana-1964. W 2014 po raz trzeci został zaproszony do sztabu szkoleniowego rodzimego Irtysza z Pawłodaru, w którym najpierw pomagał, a 2 maja 2014 został mianowany na stanowisko głównego trenera klubu. 24 października 2014 został zwolniony z zajmowanego stanowiska. 14 stycznia 2015 roku objął stanowisko głównego trenera klubu Bajterek Astana, w którym pracował do 24 czerwca 2015. 14 marca 2015 stał na czele juniorskiej reprezentacji Kazachstanu.

## Sukcesy i odznaczenia

### Sukcesy piłkarskie
Traktor/Ansat/Irtysz Pawłodar
- mistrz Wtoroj ligi ZSRR: 1980, 1989
- mistrz Kazachstanu: 1993, 1997
- wicemistrz Kazachstanu: 1994, 1996
- brązowy medalista Mistrzostw Kazachstanu: 1992, 1998
- zdobywca Pucharu Kazachstanu: 1997/98

### Sukcesy trenerskie
Irtysz Pawłodar
- brązowy medalista Mistrzostw Kazachstanu: 2008

### Odznaczenia
- najlepszy prawy obrońca w Kazachstanie: 1997